# Satomi Takasugi
Satomi Takasugi (高杉さと美 Takasugi Satomi?,  11 de julio, 1985) es una cantante japonesa originaria de la Tokio. Su nombre real no ha sido revelado oficialmente al público.
Inicialmente comenzó su carrera como gravure idol bajo el nombre 高杉さとみ, para posteriormente al comenzar su carrera como cantante cambiarlo al que actualmente utiliza.

## Biografía
Entró el año 2001 en la agencia Platinum Production, tras ser descubierta en Shibuya por un buscalatento. Mientras aún estudiaba en la secundaria con sólo dieciséis años de edad, el año 2002 participa en su primer proyecto de importancia como gravure idol: el cuarteto wi☆th, compuesto por Satomi, Chinatsu Wakatsuki, Iori y Kana Hoshino, que aparte de desempeñarse como modelos gravure también cantan bajo el sello Avex. El grupo alcanzó a lanzar un photobook, así como también un sencillo interpretado por ellas con gran influencia de música trance y electrónica, para al poco tiempo después desaparecer sin mayor mérito. Al darse cuenta de que su verdadero deseo es el de comenzar una carrera musical de forma más seria, Satomi deja el ambiente del gravure y comienza a tomar clases de canto para perfeccionar sus habilidades vocales, y llegar a convertirse en una artista más sólida.
El 16 de diciembre del 2006, cambiando ligeramente su nombre artístico a -agregando a su anterior nombre en hiragana el kanji de la belleza-, realiza su primera presentación en vivo en el concierto “Rhythm Nation 2006” patrocinado por Avex, donde interpretó el cover de Yoshiyuki Ohsawa "Soshite Boku wa Tohō ni Kureru". La canción posteriormente sería lanzada promocionalmente a radios y otros medios. Satomi Takasugi pasaría a formar parte de rhythm zone, subsello de Avex orientado a la música urbana, y se convierte en su primera artista que realiza música no-urbana, paradójicamente, y en vez de esto su estilo se define como mezcla de J-Pop con música tradicional japonesa; una especie de Pop y Enka.
Finalmente, el esperado debut como cantante llegaría con "Tabibito", tema con fuertes influencias de música oriental tradicional y J-Pop que fue utilizado como tema imagen de la película Saiyūki, inspirada en el cuento popular chino del Viaje al Oeste. El sencillo fue fuertemente promocionado por Avex, y Satomi recibió un gran apoyo de Max Matsuura, su jefe y productor ejecutivo. Para su lanzamiento el 6 de junio del 2007, el sencillo debut de Satomi lograría llegar al Top 10 de las listas de Oricon, convirtiéndose en un éxito del verano japonés, que llegó a vender más de 40 mil copias desde sus 10 mil unidades iniciales. Tras ser invitada a participar del a-nation '07, en la gira donde recorrió varios lugares de su país presentando su música, fue lanzado el segundo sencillo de Satomi, la canción mezcla balada-música tradicional "Hyakurenka", el 10 de octubre del mismo año. El sencillo llegó al Top 20 de las listas de Oricon.

## Discografía

### Sencillos
1. Tabibito (旅人?) (6 de junio de 2007)
2. Hyakurenka / Tooku Hanarete mo (百恋歌/遠く離れても?) (10 de octubre de 2007)
3. Yukiboshi / Soshite Boku wa Tohō ni Kureru (雪星/そして僕は途方に暮れる?) (12 de diciembre de 2007)
4. Issho ni (一緒に?) (20 de febrero de 2008)

### Álbumes
1. garden (20 de febrero de 2008)